# Янополе (Маковський повіт)
Янополе (пол. Janopole) — село в Польщі, у гміні Червонка Маковського повіту Мазовецького воєводства.
Населення — 149 осіб (2011).
У 1975—1998 роках село належало до Остроленцького воєводства.

## Демографія
Демографічна структура станом на 31 березня 2011 року:
|          | Загалом | Допрацездатний вік | Працездатний вік | Постпрацездатний вік |
| -------- | ------- | ------------------ | ---------------- | -------------------- |
| Чоловіки | 72      | 21                 | 48               | 3                    |
| Жінки    | 77      | 18                 | 46               | 13                   |
| Разом    | 149     | 39                 | 94               | 16                   |